# Manuel Pagliani
Manuel Pagliani (Camposampiero, 16 luglio 1996) è un pilota motociclistico italiano due volte campione italiano della classe Moto3: nel 2014 e 2016.

## Carriera
Inizia a correre in minimoto, cogliendo diversi successi fra il 2005 e il 2010. Nel 2011 giunge terzo nella classe 125 della coppa Italia, mentre nel 2012 corre nella categoria Moto3 del campionato Italiano Velocità, concludendo ottavo. Nella stessa stagione partecipa al campionato Europeo Velocità Moto3, svoltosi in gara unica ad Albacete, dove si classifica in tredicesima posizione. Nel 2013, oltre a correre un paio di gare nel CIV Moto3, passa a correre nella Red Bull Rookies Cup, categoria in cui chiude quarto nel 2014. Sempre nel 2014 vince il campionato Italiano Velocità nella classe Moto3, inoltre è uno dei protagonisti di Motorhome - Piloti di famiglia, un docu-reality trasmesso da MTV.
Nel 2015 inizia la stagione correndo quattro gare nel campionato europeo Superstock 600 con una MV Agusta F3 675 del team Factory EWS, senza ottenere punti. Sempre nel 2015 si sposta nella classe Moto3 del motomondiale a partire dal Gran Premio d'Aragona sulla Mahindra MGP3O del team San Carlo Italia al posto di Matteo Ferrari. Chiude la stagione al trentaduesimo posto con tre punti.
Pagliani nel 2016 vince per la seconda volta nella sua carriera il campionato italiano della classe Moto3, guidando una GEO Honda del team MTR. Nel 2017 diventa pilota titolare nel motomondiale in Moto3 con una Mahindra MGP3O gestita dal team CIP. Il compagno di squadra, in questa stagione, è Marco Bezzecchi. Ottiene come miglior risultato un undicesimo posto nel Gran Premio di San Marino e termina la stagione al 29º posto con 8 punti.
Nel 2018 corre nella categoria Moto3 del campionato spagnolo Velocità; nello stesso anno corre in Moto3 nel motomondiale come wild-card in Italia su una Honda NSF250R del team Leopard Junior, concludendo in decima posizione, suo miglior risultato nel mondiale. I punti così ottenuti gli consentono di classificarsi trentaquattresimo in classifica piloti.
Ad inizio del 2019 annuncia il ritiro dalle competizioni motociclistiche. Nel 2023 ritorna a gareggiare nel 12 Pollici Italian Cup nella categoria Mini Gp 20 cavalli con il team "Revo Racing Team", riuscendo a vincere il campionato dopo una stagione combattuta, nonostante i 4 anni di assenza dai circuiti.

## Risultati nel motomondiale
| 2015 | Classe | Moto     |  |  |  |  |  |  |  |  |  |  |  |  |  |     |    |    |     |    |  | Punti | Pos. |
| ---- | ------ | -------- |  |  |  |  |  |  |  |  |  |  |  |  |  | --- | -- | -- | --- | -- |  | ----- | ---- |
| 2015 | Moto3  | Mahindra |  |  |  |  |  |  |  |  |  |  |  |  |  | Rit | 22 | 13 | Rit | 25 |  | 3     | 32º  |

| 2017 | Classe | Moto     |    |    |    |    |    |    |    |     |    |    |    |    |    |    |     |    |    |    |  | Punti | Pos. |
| ---- | ------ | -------- | -- | -- | -- | -- | -- | -- | -- | --- | -- | -- | -- | -- | -- | -- | --- | -- | -- | -- |  | ----- | ---- |
| 2017 | Moto3  | Mahindra | 22 | 21 | 25 | 27 | 18 | 22 | 20 | Rit | 20 | 25 | 19 | 15 | 11 | 23 | Rit | 15 | 15 | 22 |  | 8     | 29º  |

| 2018 | Classe | Moto  |  |  |  |  |  |    |  |  |  |  |  |  |  |  |  |  |  |  |  | Punti | Pos. |
| ---- | ------ | ----- |  |  |  |  |  | -- |  |  |  |  |  |  |  |  |  |  |  |  |  | ----- | ---- |
| 2018 | Moto3  | Honda |  |  |  |  |  | 10 |  |  |  |  |  |  |  |  |  |  |  |  |  | 6     | 34º  |

| Legenda | 1º posto        | 2º posto            | 3º posto            | A punti      | Senza punti        | Grassetto – Pole position Corsivo – Giro più veloce |
| Legenda | Gara non valida | Non qual./Non part. | Ritirato/Non class. | Squalificato | '-' Dato non disp. | Grassetto – Pole position Corsivo – Giro più veloce |